# Hilltop Estate
Das Hilltop Estate ist das größte städtebauliche Projekt in Namibia. Auf einem Areal von etwa 220.000 Quadratmetern (22 Hektar) entsteht seit 2011 ein geschlossenes Neubaugebiet. Hierzu gehören Wohnungen, Häuser, ein 100-Betten-Hotel und medizinische Einrichtungen sowie Bürogebäude. Das Projekt umfasst insgesamt ein Bauvolumen von 1,6 Milliarden Namibia-Dollar. Das Hilltop Estate entsteht im Stadtteil Kleine Kuppe in der Hauptstadt Windhoek.

## Teile des Neubaugebietes
- In einer ersten Bauphase wurde von 2011 bis zur Fertigstellung Ende 2014 ein Einkaufszentrum mit dem Namen The Grove Mall of Namibia und einer Verkaufsfläche von 55.000 Quadratmeter errichtet.  Es soll das größte Einkaufszentrum des südlichen Afrikas außerhalb Südafrikas sein.[2]
- Lady-Pohamba-Privatkrankenhaus
- Megacentre (Einkaufszentrum mit etwa 30 Geschäften) – Fertigstellung im April 2015
- Virgin Active Fitnessclub
- Olive – Wohnungskomplex
- Town Lodge Windhoek – 147-Betten-Hotel – Anfang 2018 eröffnet[3]
- Hauptfiliale von Cymot (seit Juli 2023 in Bau)